# گیدو ماگرینی
گیدو ماگرینی (انگلیسی: Guido Magherini؛ زادهٔ ۲ ژوئیهٔ ۱۹۵۱) بازیکن فوتبال اهل ایتالیا است.
از باشگاه‌هایی که در آن بازی کرده‌است می‌توان به باشگاه فوتبال آسکولی، باشگاه ورزشی لاتزیو، باشگاه فوتبال کالیاری، باشگاه فوتبال آ.ث. میلان، باشگاه فوتبال پالرمو، و باشگاه فوتبال اتلتیکو آرتزو اشاره کرد.
وی همچنین در تیم ملی فوتبال زیر ۲۱ سال ایتالیا بازی کرده‌است.